# Kapten
För andra betydelser, se Kapten (olika betydelser).
Kapten (förkortning: kn) är en militär officersgrad med tjänsteställning mellan major/örlogskapten och löjtnant. Under medeltiden och fram till 1600-talet användes i Sverige titeln hövitsman (jämför tyska Hauptmann), vilket under 1700-talet med fransk påverkan ändrades till kapten (jämför franska capitaine). Inom flottan motsvarar dagens kapten 1700-talets underkapten och dagens kommendörkapten motsvarar 1700-talets kapten. Detta är en stor del av anledningen till att Captain i en brittiska flottan inte motsvarar kapten i den svenska flottan.

## Sverige
I fredstid idag ansvarar en kapten för utbildningen av ett kompani rekryter. Ett mindre antal tjänstgör som plutonchef under utländska uppdrag eller beredskap. Kompetensnivå 5 i svenska försvarsmakten.
I "invasionsförsvaret" fram till slutet av 1990-talet var en kapten i armén normalt chef för ett grundutbildnings- eller krigsförbandskompani, i vissa fall ställföreträdande chef för en krigsorganiserad bataljon. Reservofficerare utbildades främst fram till kaptensgraden på grund av det stora behovet av kompanichefer i krigsorganisationen.
En svensk armékapten som utbildar soldater i dag har arbetsuppgifter vilket i USA motsvarar en Sergeant First class. I utlandstjänst eller beredskap tjänstgör vederbörande normalt i en plutonchefsbefattning och har därför närmast arbetsuppgifter vilket i USA utförs av befäl med graden Second Lieutenant eller First Lieutenant. Den svenska sjöofficersgraden kapten motsvaras av "Lieutenant" i de amerikanska och brittiska flottorna. För att särskilja de bägge graderna åt nämns alltid försvarsgrenen i samband med presentation, om inte sammanhanget gör det uppenbart, till exempel "Navy Lieutenant". Graden "Captain" är, i sjöofficerssammanhang, den engelska benämningen på kommendör.

## Exempel på gradbeteckningar

Svenska armén
Svenska flottan
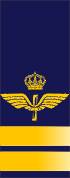
Svenska flygvapnet
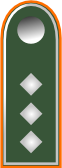
Tyska armén
Nederländska armén
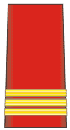
Rumänska armén
Thailändska armén
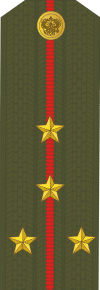
Ryska armén
USA